# Heinrich Lahusen
Heinrich („Heinz“) Ludwig Lahusen (* 14. September 1894 in Delmenhorst; † 10. Dezember 1943 in Traben-Trarbach) war ein deutscher Kaufmann und Vorstand in der Norddeutschen Wollkämmerei & Kammgarnspinnerei (Nordwolle).

## Biografie
Lahusen war der Sohn von Johann Carl Lahusen, der die Norddeutsche Wollkämmerei & Kammgarnspinnerei in Delmenhorst von 1888 bis 1921 führte. Seine Mutter war Armine Mathias (1867–1919). Er wuchs mit acht anderen Geschwistern auf in der Lahusen-Villa in Delmenhorst. Er war der jüngere Bruder von Georg Carl Lahusen, der das Unternehmen – nunmehr mit Hauptsitz in Bremen – von 1921 bis zum Konkurs 1931 leitete.
Nach dem Abitur studierte er an den Technischen Hochschulen in Danzig und Hannover und schloss das Studium als Diplomingenieur ab. 1923 wurde er Mitglied im Vorstand des Familienunternehmens Nordwolle. 1931 geriet der Konzern Nordwolle in die Insolvenz und beendete seine Karriere als Unternehmer. Zusammen mit seinem Bruder wurde er 1931 unter dem Verdacht des Konkursvergehens verhaftet und im Dezember 1931 gegen Stellung einer Kaution entlassen. Der Konkurs hatte Einfluss auf die nationale und internationale Wirtschaftskrise. Der Prozess verschleppte sich zunächst. Er musste sich mit seinem Bruder G. Carl Lahusen dem Strafprozess wegen Konkursverbrechen, Bilanzverschleierung, Untreue und Kreditbetrug stellen. Am 29. Dezember 1933 wurde er zu einer Geldstrafe von 20.000 Reichsmark und zwei Jahren und neun Monaten Freiheitsstrafe verurteilt. Die Revision vor dem Reichsgericht wurde 1934 zurückgewiesen. Das Urteil war wegen seiner politischen Begleitumstände umstritten. Das 1926 von ihm erworbene Rittergut zu Blumenow in Mecklenburg-Strelitz mit Schloss, Park und Garten wurde als Konkursmasse 1932 verkauft.

## Sonstiges
- Im Fabrikmuseum Delmenhorst wird das Lebenswerk der Unternehmerfamilie Lahusen dargestellt.
- Die Lahusenstraße in Delmenhorst trägt den Familiennamen.